# Station Langerbrugge
Het station van Langerbrugge is een voormalig spoorwegstation in Kerkbrugge-Langerbrugge, een gehucht van de gemeente Evergem. Gelegen aan de spoorweg van Gent naar Terneuzen (Spoorlijn 55). Het is geopend op 19 december 1865. De ingang van het station bevindt zich in de Gentweg, de weg naar de elektriciteitscentrale. Na de Eerste Wereldoorlog is het station vernieuwd.
Het is een bakstenen gebouw met loketzalen van vier ramen en gelegen onder een zadeldak. Aan de perronzijde is er een gedeelte dat door een luifel wordt overkapt. Ernaast is een woonhuis opgetrokken van drie ramen en twee bouwlagen onder een zadeldak met leien. Aan de perronzijde van resaliet een uitgewerkt zolderraampje in een puntgevel.
Momenteel staat het gebouw te verkommeren. De spoorweg langs het station wordt enkel nog gebruikt voor goederenvervoer. Het station heeft nog geen nieuwe bestemming gekregen.
0,0: Gent-Sint-Pieters ·
3,9: Drongensesteenweg ·
4,6: Mariakerke ·
6,2: Eecloweg ·
7,8: Lindestraat ·
8,6: Wondelgem ·
12,1: Langerbrugge ·
15,0: Doornzele ·
16,4: Terdonck-Cluysen ·
19,8/21,1: Ertvelde ·
22,2/23,5: Klein-Rusland ·
23,4/24,7: Zelzate ·
17: Sas van Gent ·
22: Philippine ·
24: Sluiskil brug ·
26/63: Sluiskil ·
31/68: Terneuzen